# Jardim Matarazzo
Jardim Matarazzo é um bairro no distrito de Ermelino Matarazzo, na cidade de São Paulo.